# Qvarqvaré IV Jakéli
Qvarqvaré ou Kvarkvaré IV Jakéli (né vers 1418, mort le 1er septembre 1500) est prince ou atabeg du Samtskhé de 1487 à 1500.

## Biographie
Fils du duc de Meskhie Aghougha Ier Jakéli (mort en 1451), il monte sur le trône âgé de 59 ans, après les règnes de Qvarqvaré III Jakéli, son grand-oncle, et des deux fils de ce dernier.
Selon la Chronique géorgienne, en 1483, sous le règne de son prédécesseur Manoutchar Ier Jakéli, il a vaincu les armées du roi Constantin II de Géorgie lors du combat d’Aradeth à l’ouest de Gori.
En 1490/1491 le roi Constantin II de Géorgie entérine la division définitive du royaume de Géorgie et confirme l’indépendance de la principauté de Samtskhe. Voyant que le roi Constantin II disposait d’une puissance respectable il fait la paix avec lui.
Toujours selon la Chronique, en 1494, le prince Qvarqvaré IV Jakéli se venge des mauvais traitements infligés à un négociant meskhe par les habitants de Chaki en ravageant la ville. Il bat ensuite une nouvelle fois les Karthles à Tzetklis-Djouar.
La dernière mention le concernant est relative à son décès à l’âge de 82 ans le 1er juin 1500.

## Postérité
Qvarqvaré IV a épousé une princesse nommée Dédis-Imédi (née en 1437, morte le 18 décembre 1491), qui lui a donné :
- Kai-Khosrov Ier Jakéli ;
- Baadour, mort le 10 octobre 1474 ;
- Mzétchabouk Ier Jakéli ;
- Thamar, encore vivante en 1504 ;
- Manoutchar, anti-prince en 1515.